# Holmsjön (Vimmerby socken, Småland)
Holmsjön är en sjö i Vimmerby kommun i Småland och ingår i Marströmmens huvudavrinningsområde. Sjön är 11,5 meter djup, har en yta på 0,179 kvadratkilometer och är belägen 126,1 meter över havet. Sjön avvattnas av vattendraget Marströmmen (Bodaån).

## Delavrinningsområde
Holmsjön ingår i det delavrinningsområde (638480-151284) som SMHI kallar för Inloppet i Fjälstern. Medelhöjden är 130 meter över havet och ytan är 29,7 kvadratkilometer. Det finns inga avrinningsområden uppströms utan avrinningsområdet är högsta punkten. Avrinningsområdets utflöde Marströmmen (Bodaån) mynnar i havet. Avrinningsområdet består mestadels av skog (71 procent) och jordbruk (16 procent). Avrinningsområdet har 0,79 kvadratkilometer vattenytor vilket ger det en sjöprocent på 2,6 procent.